# Österreichischer Nationalkader im Wettkampf-Skibergsteigen
Der österreichische Nationalkader im Wettkampf-Skibergsteigen wurde in der Saison 2007/2008 durch die ASKIMO erstmals aufgestellt und ist die
österreichische nationale Auswahl an qualifizierten Skibergsteigern. Damit verfügt auch Österreich als letztes Alpenland über eine Nationalmannschaft in dieser Sportart. Vor der Gründung der ASKIMO war österreichischen Skibergsteigern die Teilnahme an internationalen Wettkämpfen nur über den Verband Alpiner Vereine Österreichs (VAVÖ) möglich. Trainer ist der Kärntner Alexander Lugger. Neben den Senioren (ab 21 Jahre) umfasst der Kader auch Mitglieder der Altersklassen Kadetten (15–17 Jahre), Junioren (18–20 Jahre) und Espoirs (21–23 Jahre).

## Kader

### Männer

#### Aktueller Kader (2024/25)
- Daniel Ganahl
- Paul Verbnjak
- Kevin Hinterberger
- Christof Hochenwarter
- Armin Höfl
- Hannes Lohfeyer
- Andreas Mayer
- Nils Oberauer
- Elias Peer
- Kilian Rettensteiner
- Julian Tritscher
- Silvano Wolf
- Daniel Zugg

#### Ehemalige Athleten
- Martin Bader
- Phillipp Brugger
- Alexander Fasser (Rennteam Alpbachtal)
- Jakob Herrmann
- Martin Islitzer
- Matthias Lechner
- Jörg Randl
- Daniel Rohringer
- Thomas Rohringer (Austritt 2011)
- Dominik Stachl
- Markus Stock
- Martin Weißkopf
- Thomas Wallner
- Bruno Wilberger
- Daniel Zugg (seit 2013)

### Frauen

#### Aktueller Kader (2024/25)
- Emma Albrecht
- Sarah Dreier
- Johanna Hiemer

#### Ehemalige Athletinnen
- Michaela Eßl
- Ina Forchthammer
- Lydia Prugger (Austritt 2011)
- Veronika Swidrak

### Erfolge
In der ersten Saison der Entsendung konnte die Österreichische Nationalmannschaft im Skibergsteigen in unterschiedlicher Besetzung bei drei Weltcuprennen und der Weltmeisterschaft (WM) ausgesprochen gute Ergebnisse erringen:

#### Single World Cup Val d’ Aran (ESP) 13. Jänner 2008
12. Alexander Lugger, 22. Alexander Fasser, 23. Andreas Fischbacher, 25. Wolfgang Klocker, 36. (Espoirs: 4.) Martin Bader

#### Single World Cup Valerette (SUI) 26. Jänner 2008
11. Alexander Lugger, 28. Andreas Fischbacher, 38. (Espoirs: 3.) Martin Bader, ausgeschieden Andreas Ringhofer

#### Single World Cup Dolomiti di Brenta(ITA) 13. April 2008
9. Alexander Lugger, 14. Alexander Fasser, 21. (Espoirs: 4.) Martin Bader
2. Michaela Essl

#### Weltmeisterschaft im Skibergsteigen 2008 Champery (SUI) 24. – 28. Februar 2008
- Singlebewerb

4. Andreas Ringhofer, 7. Alexander Lugger, 20. Hans Wieland, 35. (Espoir: 8.) Martin Bader, 10. Lydia Prugger, 11. Veronika Swidrak
- Teambewerb

13. Andreas Fischbacher/Hans Wieland
- Verticalbewerb

12. (Cadet) Philipp Brugger, 18. (Espoirs) Martin Bader, 14. Hans Wieland, 19. Andreas Ringhofer, 4. Lydia Prugger

#### Weltcup Civetta Ski Raid (ITA), 20. Dezember 2008
8. Hans Wieland, 18. Alex Lugger, 22. Alex Fasser, 25. Bader Martin, 32. Gösweiner Klaus, 7. Lydia Prugger, 9. Michaela Essl

#### Weltcup Valtelina Orobie (ITA), 18. Jänner 2009
15. Alex Lugger, 16. Alex Fasser, 21. Wolfgang Klocker, 4. Veronika Swidrak

#### Weltcup Pyramide 'd Oz (FRA), 25. Jänner 2009
12. Alex Lugger, 6. Brugger Philipp (Cadet), 2. Essl Michaela (Espoir)

#### Weltcup Dachstein Xtreme (AUT), 28. März 2009
9. Alex Lugger, 12. Alex Fasser, 16. Markus Stock, 4. Lydia Prugger, 6. Veronika Swidrak, 1. Michaela Essl (Espoir)

#### Europameisterschaft im Skibergsteigen 2009 Tambre (ITA) 20. – 24. Februar 2009
- Vertical

14. Alex Fasser, 17. Hans Wieland, 26. Martin Bader, 9. Brugger Philipp (Cadet), 2. Essl Michaela (Espoir)
- Staffel

4. Österreich
- Team

12. Österreich
- Single

12. Alex Fasser, 28. Hans Wieland, 33. Martin Bader, 2. Michaela Essl (Espoir), 12. Prugger Lydia, 13. Veronika Swidrak